# Micone
Micone, figlio di Fanomaco (in greco antico: Μίκων?, Míkon; fl. V secolo a.C.), è stato un pittore e scultore greco antico di origine ateniese e attivo interno alla metà del V secolo a.C..

## Biografia

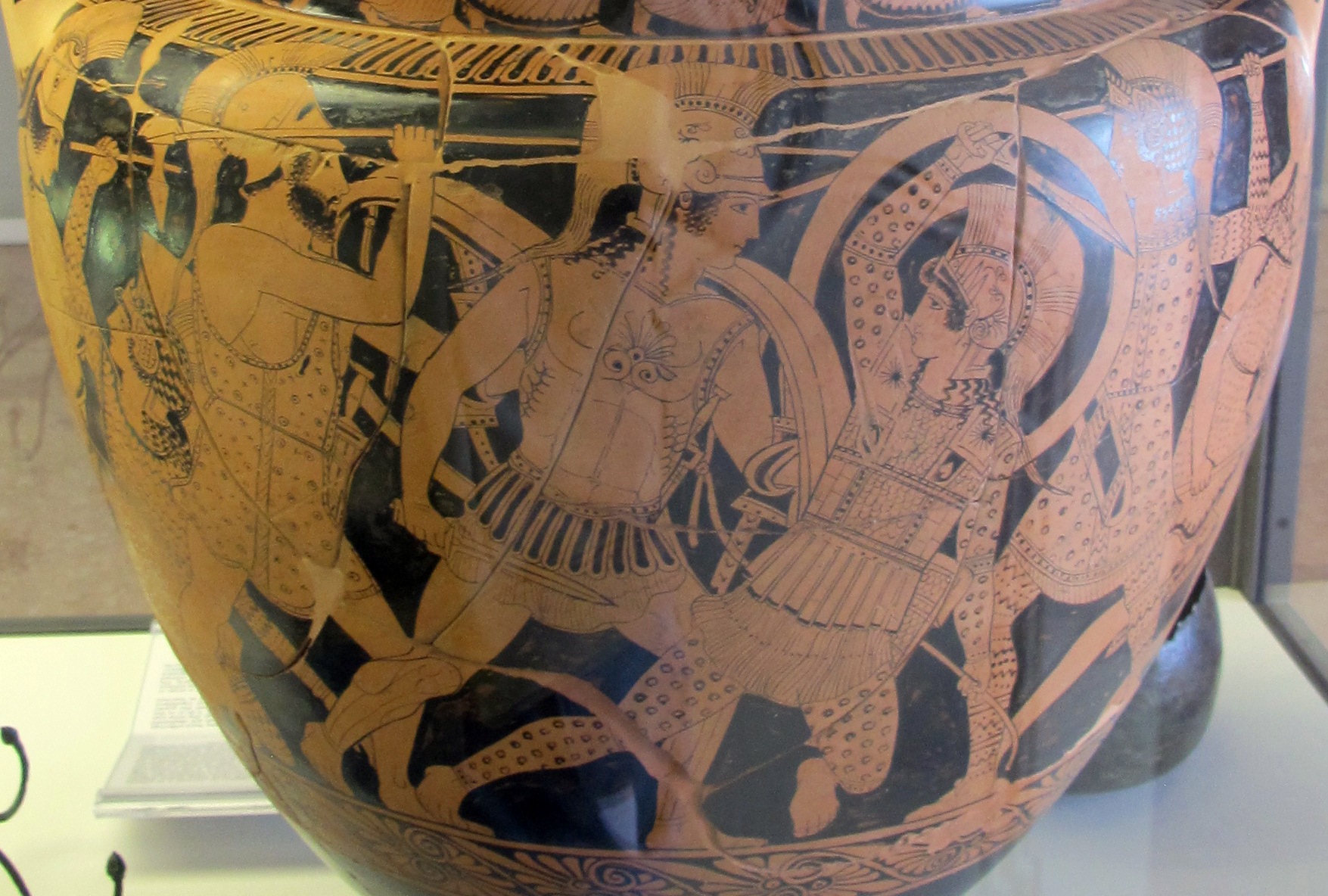
Le complesse scene di battaglia del coevo Pittore dei Niobidi, sarebbero secondo la critica ispirate ai perduti dipinti di Micone

Micone decorò il tempio dei Dioscuri di Atene, dipingendovi il Ritorno degli Argonauti. In collaborazione con Polignoto decorò il Theseion con scene della vita di Teseo e sempre in collaborazione con Polignoto e Paneno partecipò alla decorazione della Stoà Pecile, dove dipinse una Maratonomachia e una Amazzonomachia; gli Ateniesi gli inflissero una multa di trenta mine per aver rappresentato i Persiani più grandi dei Greci.
I temi affrontati sono tipici dell'età cimoniana, soggetti caratterizzati dal movimento e dall'azione, dove Micone sembra aver portato alcune innovazioni compositive nella disposizione delle figure e negli elementi paesistici. Si servì per le sue opere dei quattro colori tradizionali (nero, bianco, rosso e giallo).
Dell'attività di Micone quale bronzista riferisce Plinio il Vecchio (Nat. hist., XXXIV, 88, 2): gli sono attribuite una statua del campione olimpico Callia, vincitore del pancrazio nel 472 a.C., e una statua equestre dedicata sull'acropoli di Atene, della quale resta parte della base con iscrizione, datata intorno al 440 a.C.